# 미하일 프룬제 군사 대학
미하일 프룬제 군사 학교(러시아어: Военная академия имени М. В. Фрунзе)는 소련군과 소련 해체 후의 러시아 연방군의 군사 학교이다.
이 군사학교는 1918년에 붉은 군대의 장교를 훈련시키기 위해 설립되었다. 이후 소련에서 가장 유명한 군사 교육 기관 중 하나가 되었다. 처음에는 혁명 이전의 러시아 제국 교관 학교와 비슷한 역할을 했으며 1921년에 군사 아카데미로 이름을 바꾸고 1925년에 미하일 프룬제 군사 학교로 이름을 바꿨으며 미하일 프룬제를 기리기 위해 지어진 이름이다.
1930년대에 상급 지휘관을 위한 과정이 추가되어 상급 교직원용 학교로 변경되었으며, 일반 병사들은 1936년에 새로 조직된 러시아 합동군사참모대학교 로 이전되었다. 이때까지 많은 붉은 군대의 최고 사령관들은 아카데미를 졸업했다. 제 2차 세계 대전 동안은 많은 수의 교직원과 학생들이 싸우도록 부름을 받았다. 244 명의 소비에트 연방 영웅과 18명의 소비에트 연방 영웅을 포함한 많은 훈장과 상을 수상했다. 대학에서 훈련과 연구는 전쟁 내내 계속되었다.
아카데미는 1991년 12월 21일 소련이 붕괴된 이후에도 계속 운영되었다. 1998년에 이 군사학교는 로디온 말리놉스키 군사 학교와 바이스트랠 임원 훈련 과정과 합쳐 러시아 군사 종합 아카데미를 설립했다.

## 역사

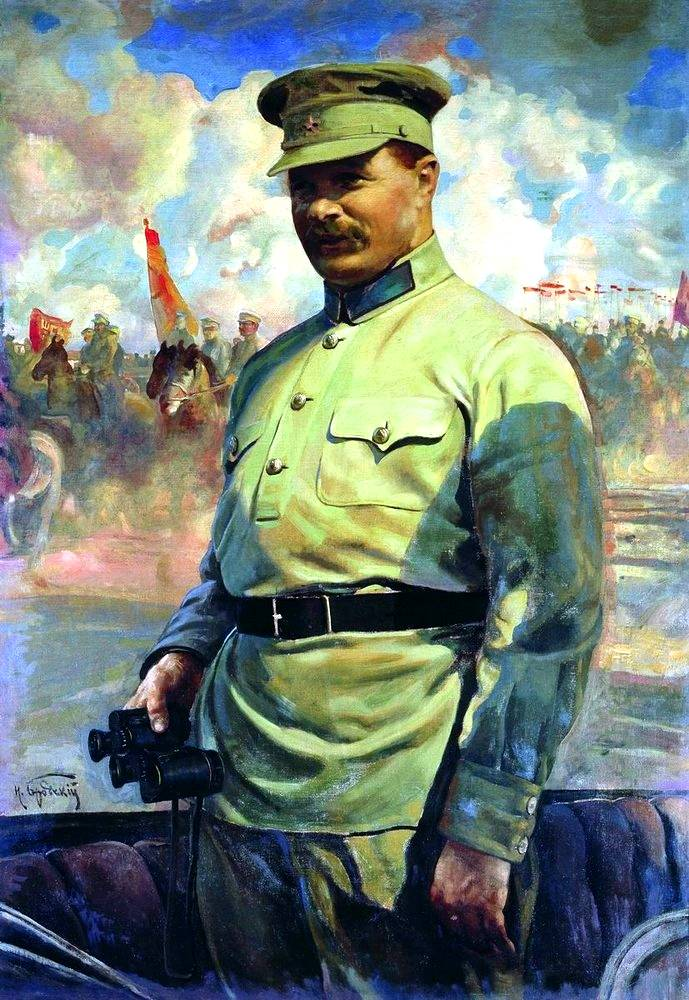
미하일 프룬제의 1929년 초상화. 1924년에서 1925년 사이에 그는 이 아카데미의 사령관이 되었다.

제국 및 직원 임원 교육을 위한 대학을 설립하는 것은 제정 러시아 일반 군사 교직원 학교에서 수행된 제국 러시아 시대의 혁신이였다. 1차 세계 대전이 발발하자 수업은 중단되었다. 1916년 10월 30일부터 미하일 알렉세이 예프 장군의 주도로 임원을 위한 특별 전시 코스가 간략하게 설립되었지만 1917년 4월 말에 문을 닫았다.
러시아 남북 전쟁의 첫 단계에서 붉은 군대의 초기 전투는 전술이나 지도자에 대한 경험이 없는 전직 노동자와 군인에게는 전장 명령을 줄 수 없다는 것을 보여주었다. 1918년 10월 7일, 독립 군사위원회는 모스크바에 기반을두고 제국 시대의 제정 러시아 일반 군사 교직원 학교의 기능을 수행하는 붉은 군대의 일반 직원 아카데미의 기초를 주문했다.  그해 11월 25일에 처음으로 입학 한 학생들은 183명이다. 1918년 12월 8일에 공식적으로 아카데미가 개설되었다.
1921년 8월 5일에 붉은 군대의 군사 아카데미로 개명되었다. 몇 년 후인 1925년 11월 5일, 미하일 프룬제를 기념하는 MV 프룬제 군사 아카데미로 이름이 바뀌었다. 그는 1924년 4월 19일과 1925년 10월 31일 죽을 때까지 아카데미를 지휘했다.
1930년대에 고등 과정이 추가되어 초기 졸업생을 위한 군사 과학 교육을 제공했다. 이 코스는 1936년 프룬제 군사 아카데미에서 분리된 일반 직원의 군사 아카데미의 기초가 되었다 1934년 1월 18일, 아카데미는 레닌의 훈장을 MV 프룬제의 이름을 따서 명명 된 레닌 군사 아카데미의 빨간색 배너 명령으로 알려지게되었다.
1922년부터 이 대학은 Prechistenka에 있는 궁전인 Dolgorukov Palace 에 있었다. 새로운 건물은 레드 루드네브에 의해 설계되었으며 아카데미는 1937년 8월에 새 건물로 이전했다. 해당 학기 교육은 9월 1일에 시작되었다.  아카데미는 다른 많은 소련의 군사 교육 기관과 마찬가지로 1930년대 후반에 일어난 이오시프 스탈린의 대숙청 중에 고통을 받았다. 사령관과 많은 고위 부서장과 교수들은 체포되어 처형되었다. 1941년까지 7,500명 이상의 직원이 대학을 졸업했다.

### 전시
1941년 6월 소련의 추축국 침공 이후 많은 아카데미 학생들과 교사들이 적극적인 역할을 맡게 되었다. 1941년 6월~7월 사이에 4명의 장군과 167명의 고위 임원들이 대학에서 전선으로 파견되었으며, 이들 중 상당수는 소련의 방어 노력에서 높은 지위를 차지했다. 4명은 보병 여단 지휘관 및 참모 총장으로, 부서 분할 참모로서 41 명, 부서 지휘관으로서 22 명, 군단 지휘관 및 참모 총장으로 22 명, 육군 본부에서 22 명으로, 총 40 명으로 임명되었다.  아카데미에 남아 있던 사람들은 곧 모스크바 주변의 방어선과 요새를 준비하고 민병대를 훈련시키는 데 점령되었다.

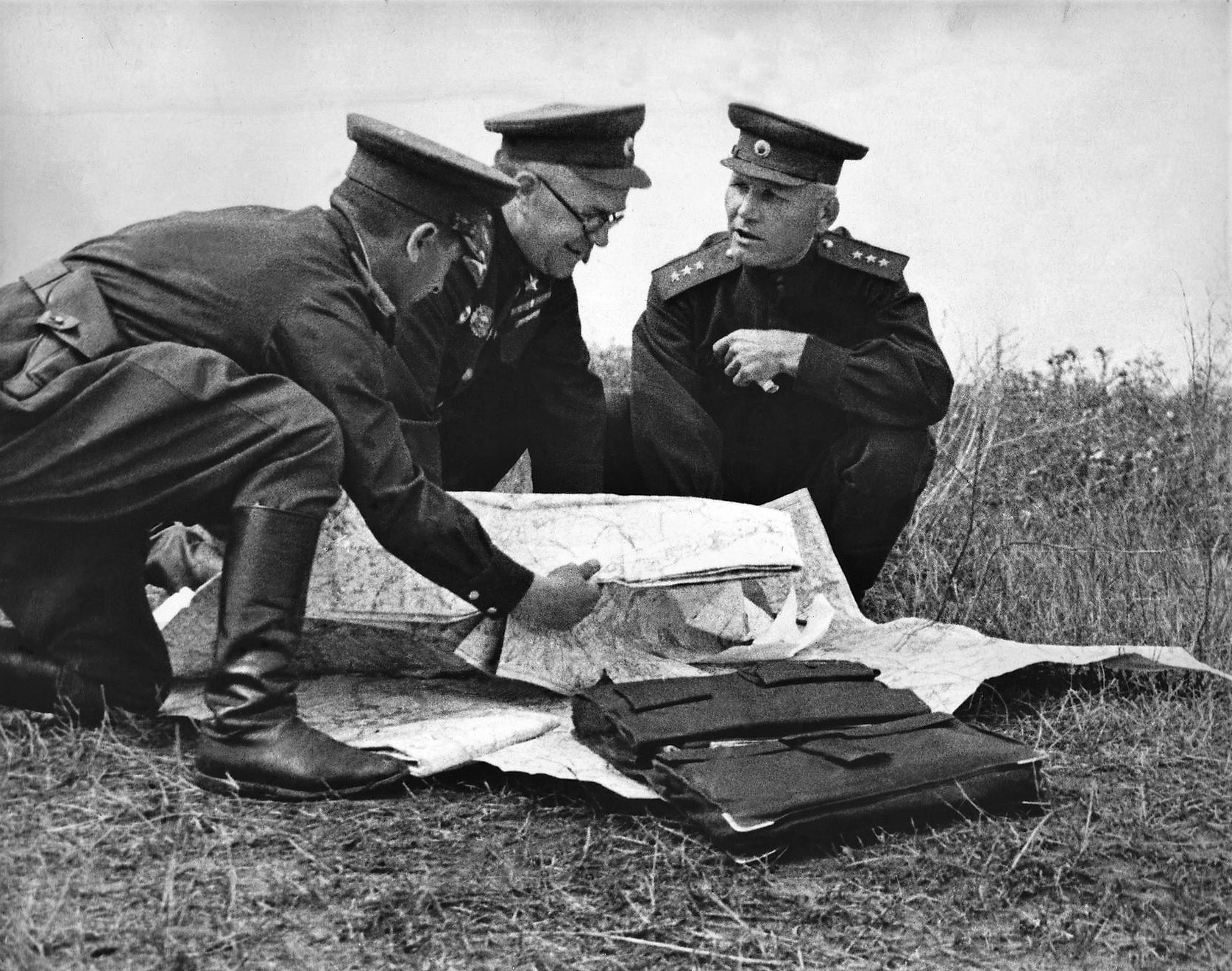
1943년 조지 주코프와 이반 코 네프, 졸업생

전쟁 중 지휘관들이 연대와 분단 수준을 연결하고 1944년부터 분단과 군단 수준을 연결하는 단축된 프로그램으로 훈련 노력이 계속되었다. 인력 부족 문제를 해결하기 위해 중등 교육을 받았으며 중위로 자격을 갖춘 사람들도 등록했다. 전쟁이 진행됨에 따라, 1944년까지 사단 및 군단의 병사 장교들에게 훈련이 제공되었다.
과학 연구 작업은 전쟁 중 전투 작전에서 수집 한 경험을 바탕으로 최전선 전투 활동 요약, 전술 매뉴얼, 군사 지리 및 군사 예술의 역사를 만들어 내면서 계속되었다. 1945년 2월 21일, 아카데미는 소련의 최고 소비에트 연방 대통령에 의해 수보 로프 일등 수상을 수여 받았으며, 레닌의 붉은 깃발 명령과 MV 프룬 즈의 이름을 따서 수보 로프 일류 군사 아카데미가되었다.
전쟁이 끝난 후 아카데미는 병력 장교를 계속 훈련 시켰으며, 제 2 차 세계 대전 동안 개발 된 전술 및 전략적 혁신과 과학 및 기술의 발전을 통합하는 교수진을 설립했다. 핵무기 개발로 아카데미는 가능한 핵전쟁에서 탱크, 동력 소총 유닛, 항공 및 포병을 사용하도록 장교들을 훈련시켰다. 1978년 10월 혁명 의 명령 이 수여되었으며, MV 프룬 즈의 이름을 따서 명명 된 수보 로프 군사 아카데미의 빨간색 배너 명령 인 레닌과 10 월 혁명의 명령이되었다.
아카데미는 1991년 소련이 해체 된 이후 러시아 군에 대한 훈련 장교로 계속 운영 되었다 . 1998년 8월 29일, 정부 법령 1009 호에 따라 아카데미는 Malinovsky Military Armored Forces Academy 및 Vystrel 공무원 훈련 과정 과 결합하여 러시아 군대의 결합 무기 아카데미를 형성했다.

## 교육

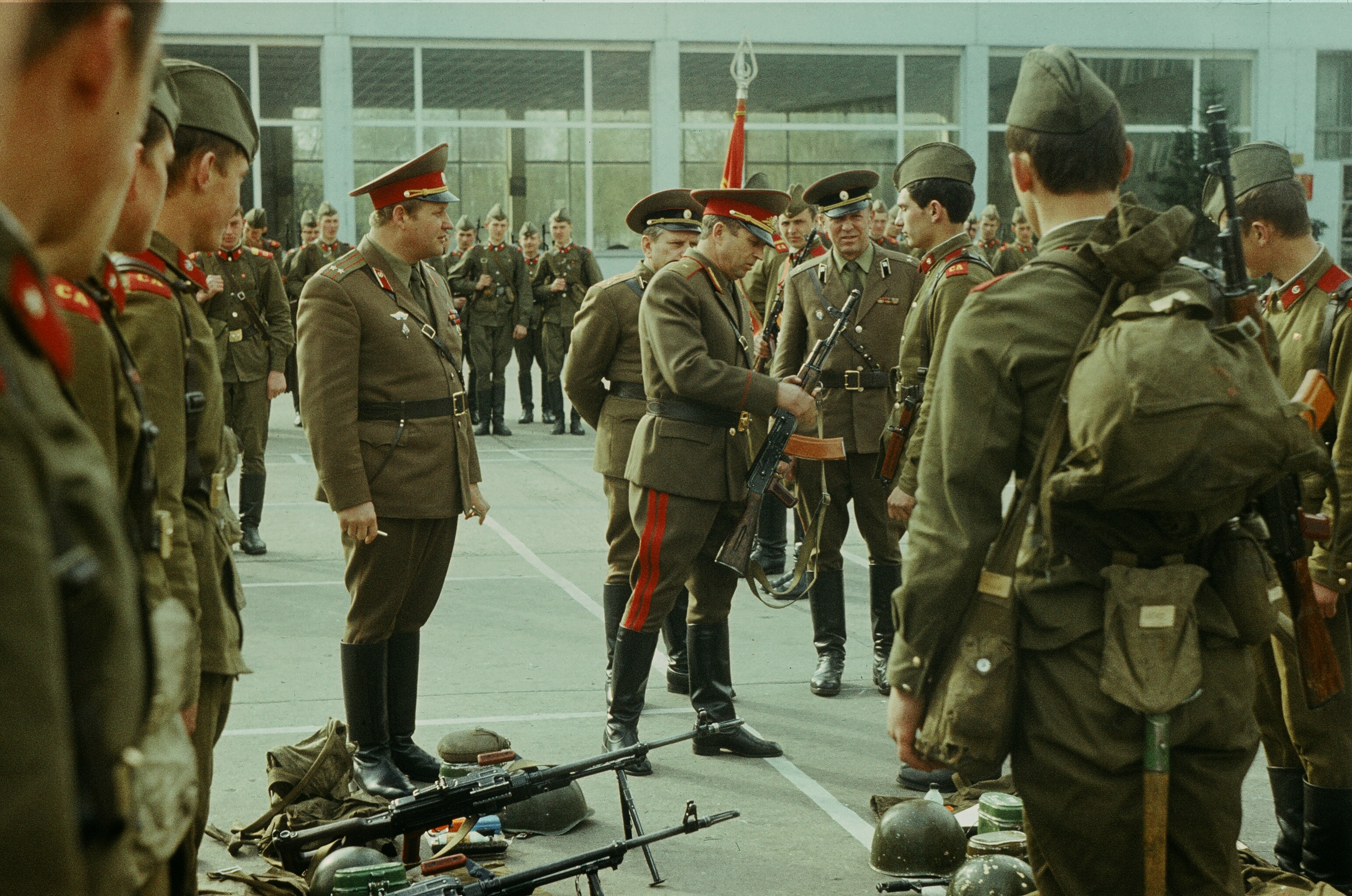
1981년 소련 군대와 장교. 1980년대까지 소비에트 지상군의 고위급 장교들이 아카데미를 졸업했다

1936년에 고등 전략 코스를 새로운 일반 교원 아카데미로 분할 한 후, 프룬 제 군사 아카데미는 병사들을 위한 병사 준비에 집중했다. 대부분의 학생들은 소비에트 지상군에서 왔지만 다른 공무원, 특히 공군 과 공군에서 나왔다.  1970년대 후반 작업의 3 분의 1 은이 나라의 수보 로프 군사 학교 중 한 곳을 졸업했다. 학생들은 일반적으로 선장 직급에서 3년 과정에 입학한다.  그들이 공부를 마칠 때까지 졸업생들은 대개 전공으로 승진 할 자격이있었다. 소비에트 연방의 장교 외에도 학생들은 바르샤바 조약 및 기타 관련 국가의 군대에서 추방되었습니다 .
소비에트 시대에 아카데미에는 작전 전술 분야, 마르크스주의-레닌주의, 공산당의 역사와 작업, 전쟁과 군사 예술, 외국어 및 기타의 역사에 관한 부서가 있었다. 2 백만 권이 넘는 도서관에서 연구를 지원했다.  아카데미는 또한 군사 과학 연구의 중요한 센터였으며, 대학원 또는 연구 프로그램을 제공하여 후보 또는 박사 학위를 수여했다.  1970년대 후반에는 17 개의 소비에트 군사 아카데미 중 가장 권위있는 것으로 여겨졌다.  후보자는 상급 군사 훈련 대학 중 하나를 졸업하고 적극적인 봉사에 시간을 보낸 후 아카데미에 참석했다. 아카데미를 졸업하고 그 후 대령이나 그와 비슷한 직급을 달성 한 후, 가장 유능한 후보자들은 일반 교직원 아카데미, 그리고 소련 군대의 최고 직급과 대학에 입학하는 것으로 간주되었다.

## 학부

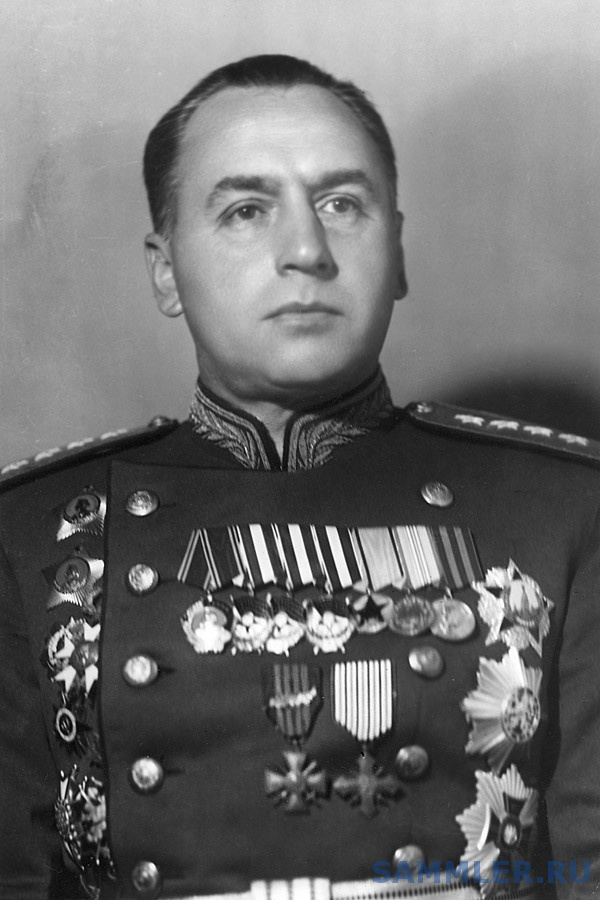
알렉세이 안토 노프 (Aleksei Antonov), 다수의 아카데미 졸업생 중 한 명으로 교수직을 맡기 위해 돌아왔다.

아카데미의 교수진은 종종 높은 학업 자격과 함께 고위 군 계급을 유지했다. 아카데미의 사령관은 일반적으로 장군의 직책을 맡았으며 1970년대 후반까지 25 명에서 50 명의 장교가 대학에서 강의를 했다.  대학에서 가르치는 초기 군 사령관 중에는 1928년~1931년 사이에 아카데미 학생이었던 알렉세이 안토 노프 (Aleksei Antonov )가 있었고, 1938년 12월 일반 전술 학부 강사로 돌아와 1940년 2월 수석 강사가 되었고, 1941년 1월 정식 교직원이 되었다.

## 졸업생
많은 최초의 아카데미 졸업생들이 높은 순위에 올랐으며, 그 중 소련 Nikolay Voronov, Kirill Meretskov, Vasily Sokolovsky 및 Vasily Chapayev의 미래 마샬이었습니다 . 제 2 차 세계 대전 중에 총 24 명의 아카데미 졸업생들이 전선이나 군대의 지휘권을 가졌다. 그 중 보안관했다 게오르기 주코프, 레오 니트 고보 로프, 이반 코 네프, 로디온 말리 놉 스키, 키릴 메 레츠 코프, 표도르 톨 부힌, 콘스탄틴 로코 솝 스키, 육군 장군 안드레이 예료 멘코, 이반 바 그라 먄, 그리고 장군 하마 자 스프 바 바드 자니 안, 파벨 바팃 스키, 파벨 Belov, 파벨 배톱, Afanasy Beloborodov는, Alexander Gorbatov, Mikhail Yefremov, Lev Dovator, Pyotr Koshevoy, David Dragunsky, Alexander Lizyukov, Issa Pliyev, Vasily Chuikov 등이 있다. 제 2 차 세계 대전 동안 244 명의 아카데미 졸업생 은 소련의 영웅 타이틀을 받았으며, 18 명이 더 타이틀을 두 번 받았다.  1934년에서 1988년 사이에 722 명의 아카데미 졸업생이 소비에트 연방 영웅이라는 칭호를 받았다.